# Lev Kiršner
Lev Andrejevič Kiršner (rusky Лев Андреевич Киршнер) (1922, Leningrad, nyní Petrohrad – 23. února 2010, tamtéž) byl ruský sovětský prozaik a historik.

## Život
Kiršner se narodil v Leningradě. Za Velké vlastenecké války bojoval na frontě již od roku 1941. Válku skončil v hodnosti majora v Praze a obdržel Řád Vlastenecké války, Řád rudé hvězdy a Řád rudého praporu. Vystudoval Leningradský historický institut a v letech 1954–1992 působil jako učitel historie a společenských věd.
Jako spisovatel je znám především svými detektivními romány s dobrou psychologickou kresbou postav dospělých i dětí.

## Dílo
- Первое серьезное дело (1960, První velký případ), detektivní román o vyšetřování záhadné vraždy mladé ženy, manželky významného vědce v Oděse, kterou vedou dva mladí začínající kriminalisté.
- Шифрованная записка (1962, Šifrovaná zpráva), dětská detektivka, ve které vystupují hrdinové autorova románu Первое серьезное дело ještě jako kluci, kteří se chtějí stát detektivy.
- Большая перемена (1968, Velká proměna), román pro mládež ze školního prostředí.
- Формирование познавательных возможностей учащихся в процессе изучения истории (1982), odborná pedagogická práce.
- Колокол громкого боя (1985, Zvon hlučného boje), dokumentární román o sovětském politikovi Pavlovi Dybenkovi popraveném v roce 1938 pro údajnou špionáž.
- Свет и тени великого десятилетия. Н. С. Хрущёв и его время (1989, Světlo i stíny velkého desetiletí. Chruščov a jeho doba), historická práce o Nikitovi Sergejevičovi Chruščovovi.
- Канун и начало войны (1991, Předvečer a začátek války), historická publikace o událostech let 1939–1941.

## Česká vydání
- První velký případ, Svět sovětů, Praha 1961, přeložil Ondřej J. Sekora, znovu 1962 a 1964.
- Šifrovaná zpráva, SNDK, Praha 1965, přeložil Ondřej J. Sekora.